# سعد سالم جمعة
سعد سالم جمعة (؟؟؟؟ - 20 سبتمبر 2020)، لاعب كرة قدم بحريني راحل، كان يلعب كحارس مع نادي قلالي. وهو أول حارس بحريني يحترف بالخارج وتحديدًا بدولة قطر مع فريق التضامن الذي كان ضمن أندية الدرجة الثانية في عام 1988 وصعد إلى أندية الدرجة الأولى باسم فريق أم صلال، عاد سعد إلى البحرين وطل يلعب مع نادي قلالي حتى اعتزاله الكرة سنه 1988/1989م.

## حياته
نشأ وترعرع في قرية قلالي. لعب لنادي الحالة في عصره الذهبي، ثم انتقل من قريته قلالي في منتصف السبعينات.
في عام 1971 انتقل للعب مع فريق النهضة (البحرين حاليًا)، ولعب لمدة موسم واحد في فريق الأشبال تحت إشراف المدرب سلطان المقهوي، ثم ترفع إلى فئة الشباب، لاحقًا قرر الكابتن شناف فيصل ضمه للفريق الأول فيلعب أولى مبارياته مع المحرق والتي انتهت بالتعادل 1/1.
في سنة 1973 عاد لنادي قلالي ولعب معه موسمًا واحدًا، ثم انتقل إلى نادي الحالة في عام 1975، ولعب إلى جانب سعد رمضان، وعبدالله بوحمود، وسالم حامد، وإبراهيم بحر، إبراهيم زويد، رياض رشدان، يوسف تلفت، نبيل إبراهيم، إبراهيم زويد، وعبدالشهيد رضي، بالإضافة إلى الهداف كامل غيث.
حقق مع نادي الحالة بطولة كأس الأمير (كأس الملك حاليا) خلال موسم 1980/1981 وبطولة دوري الممتاز 1981/1982م، عاصر نجوم الأندية البحرينية كأحمد بن سالمين، سلمان شريدة، حسن زليخ، فؤاد بوشقر، خليل شويعر، حسن علي، محمد الزياني، محمد بهرام، سلطان المقهوي، نظير الدرازي، وغيرهم.

## وفاته
توفي يوم الأحد الموافق 20 سبتمبر 2020م.